# The Tolkien Reader
The Tolkien Reader és una antologia d'obres de l'autor britànic J. R. R. Tolkien. Inclou una varietat d'històries breus, poemes, una obra de teatre i alguns assajos de l'escriptor. S'hi va incloure material prèviament publicat en tres llibres diferents (Tree and Leaf, Farmer Giles of Ham i The Adventures of Tom Bombadil), juntament amb una peça addicional i material introductori. Va ser publicat el 1966 per l'editorial Ballantine Books als Estats Units.

## Contingut
- "Publisher's Note"
- "Tolkien's Magic Ring", de Peter S. Beagle
- "The Homecoming of Beorhtnoth Beorhthelm's Son"
- Tree and Leaf
  - "On Fairy-Stories"
  - "Leaf by Niggle"
- Farmer Giles of Ham
- The Adventures of Tom Bombadil
  - "The Adventures of Tom Bombadil"
  - "Bombadil Goes Boating"
  - "Errantry"
  - "Princess Mee"
  - "The Man in the Moon Stayed Up Too Late"
  - "The Man in the Moon Came Down Too Soon"
  - "The Stone Troll"
  - "Perry-the-Winkle"
  - "The Mewlips"
  - "Oliphaunt"
  - "Fastitocalon"
  - "Cat"
  - "Shadow-bride"
  - "The Hoard"
  - "The Sea-Bell"
  - "The Last Ship"